# Leon Stipaničev
Leon Stipaničev je bivši hrvatski košarkaš i današnji košarkaški trener. Na početku karijere, koncem 1980-tih, bio je u sastavu slavne generacije splitske Jugoplastike. Igračku karijeru okončao je u Sloveniji, u KK Krka (1997. – 2000.).

## Vanjske poveznice
- LEON STIPANCEV basketball profile